# Kunden Broker
Kunden Broker este o companie de intermediere în asigurări din România. Aceasta a fost înființată în 2005, în orașul Cluj-Napoca, de către o echipă din domeniul managementului și al asigurărilor. Kunden Broker de Asigurare și-a început activitatea în Transilvania, extinzându-se apoi în celelalte zone ale țării – Moldova, Oltenia, Banat și Crișana. În prezent, aceasta desfășoară activitatea de intermediere în asigurări pe toată suprafața României, având deschise o serie de birouri teritoriale în reședințele de județe.
În anul 2010, potrivit datelor oficiale ale Raportului Anual al Comisiei de Supraveghere a Asigurărilor (CSA) pe 2010, Kunden Broker a devenit lider pe piața intermedierilor în asigurări de viață. 
Valoarea primelor intermediate de către Kunden Broker în anul 2010 a fost de 28.215.694 ron (Raport CSA 2010, p.141).

## Detalii
Compania Kunden Broker de Asigurare își desfășoară activitatea într-un centru business din Transilvania – Sigma Business Center, care se află în orașul Cluj Napoca. 
Numele companiei Kunden Broker provine din limba germană, de la cuvântul „kunden” – client și cuvântul „broker”-  agent de intermediere. 
Atât numele companiei „Kunden Broker” cât și sloganul „We care for your future” au fost înregistrate la Oficiul de Stat pentru Invenții și Mărci (OSIM) din 19 octombrie 2005.

## Produse
Compania Kunden Broker are ca parteneri Alico Asigurări, reprezentant în România al American Life Insurance Company (Alico), care este o companie MetLife, Generali și Omniasig și activează pe piața de asigurări de viață, asigurări de sănătate, de locuințe și auto (atât cele obligatorii cât și asigurări suplimentare).

## Premii
Cu ocazia decernării premiilor brokerilor de asigurări din data de 9 februarie 2012 de către revista de specialitate Xprimm, compania Kunden Broker a primit „Trofeul pentru Excelență în Asigurări de Viață”.În cadrul ediției a XI –a a Premiilor Pieței Asigurărilor, realizată de revista de specialitate Primm, Kunden Broker a fost numit „Lider pe piața intermedierilor de asigurări de viață”. Doi ani consecutiv (2010-2011) compania a apărut în clasamentul Top Profit România realizat de către platforma online listafirme.ro ca „Lider Top Profit România 2011”, respectiv „Lider Top Profit România 2010”. Din partea Alico Asigurări România, Kunden Broker a primit diplome precum „Brokerul cu cea mai mare creștere” în februarie 2011, „Diplomă de excelență în asigurări” în 2009, iar în 2008 „Brokerul cu cea mai susținută creștere”. În cadrul Ediției a VIII-a a Galei Premiilor Pieței Asiguratorilor 2007, Revista Primm și platforma online 1asig.ro i-au acordat „Premiul Special”.